# Work Song (standard jazz)
Work Song è uno standard jazz composto da Nat Adderley negli anni sessanta e reso famoso dai gruppi dove egli militò assieme al fratello Julian (Cannonball).
(Cannoball Adderley, intervista al "Chicago SEED", Novembre 1968)

## Testo e traduzione
(Work Song)

## Analisi melodica e armonica
Work Song non è un blues classico, né per quanto riguarda la lunghezza (16 battute invece delle 12 tradizionali, da cui long meter), né per quanto riguarda la progressione armonica dove manca (almeno fino alla sezione C) la normale alternanza tra I e IV grado della tonalità principale.
Questo per quanto riguarda il dato puramente tecnico. Molte altre sono le caratteristiche che collocano questo brano tra i brani tipicamente blues.
Intanto la costruzione call and response, che nelle orchestrazioni tipiche (solista + tutti) viene sottolineata con accenti dei tutti sul quarto e primo tempo delle misure 2 e 3 e seguenti ad imitazione del suono dei martelli dei forzati e l'esplicito richiamo ai canti di lavoro che vengono indicati come una delle origini del blues (e qui il riferimento è alle chain gang songs).
Poi la tipica sensazione maggiore su minore che qui viene accentuata utilizzando la tonalità minore (Fa-7) come pedale, mentre la risoluzione sulla quinta è fatta sulla tonalità maggiore di dominante (Do7), essenzialmente mescolando il giro del blues minore a quello del blues maggiore.
Fatta salva la sostituzione del I grado minore al maggiore e osservando la progressione del brano, si può  vedere Work Song come la concatenazione di due giri di blues primitivo abbreviati omettendo le battute 5-8, ma variando il turnaround del secondo giro inserendo un richiamo al IV grado (Bb7 nella misura 13). La ricorrenza costante delle settime minori è un'ulteriore caratteristica Blues, come pure l'uso di  [blue note]s.
La melodia consiste di variazioni della cellula melodica e ritmica delle prime due misure che prima si ripete identica (1-2,3-4,5-6) poi innalzata di una quinta e con l'introduzione di una cadenza blue Mib-Mi(7-8), resa discendente con una (quasi) riflessione e ancora una cadenza blue B-Bb (9-10). L'ultima variazione accresce la tensione dinamica e ritmica che si libera nelle ultime quattro battute dove viene introdotto un secondo tema di risposta conclusiva, ancora sottolineato da hit orchestrali.
Gli ornamenti e gli elementi ritmici a melodia libera avvertiti nei richiami da campo (field calls) potevano anche udirsi nelle preghiere, nei lamenti, negli spirituals, nel blues e nelle work-songs soliste. Mentre il compositore conscio della canzone o l'interprete della stessa potevano prendere a prestito temi del richiamo per incorporarli in un brano blues, il cantante tradizionale possedeva già questa risorsa, con la differenza che questi -nell'usarla- non traesse ispirazione da un genere per applicarlo ad un altro
All'epoca in cui Nat Adderley scrisse questo brano, nella formazione militava Bobby Timmons, che nel 1958 aveva scritto Moanin' per i Jazz Messengers di Art Blakey. Forse non è una coincidenza che la scrittura di Timmons in genere, e la parte A di Moanin' in particolare, ricordino molto da vicino il groove di Work song.